# Charwār
Charwār (persisch خروار, DMG ḫarvār, ‚Eselslast‘) oder Chalwār (خلوار, DMG ḫalvār), in europäischen Darstellungen auch Karwar, Kalwar, Kalvar oder Halwar genannt, ist ein Gewichtsmaß in Iran und Afghanistan, das sich ähnlich wie der arabische Himl und der türkische Yük an der Last orientiert, die einem Saumtier aufgeladen werden kann. Vor der Einführung des metrischen Systems wurde es auch in Aserbaidschan benutzt. Allgemein wurde das Charwār nach dem Gewicht des Mann bzw. des Batman bestimmt, das regional unterschiedlich ausfiel. In einigen Gebieten wurde das Charwār auch als Flächenmaß verwendet.

## Als Gewichtsmaß
Adud ad-Daula setzte im Buyidenreich den Charwār auf 120 Mann fest. Als Ghazan Chān um 1300 das Gewichtswesen normte, veranschlagte er die Saumlast (als Getreidemaß taġār genannt) mit 100 Mann. Nach Walther Hinz entspricht dies 83,3 kg. Das Verhältnis 1 Charwār = 100 Mann bekam ab der Mitte des 14. Jahrhunderts in Persien eine beherrschende Stellung. Anders war es in Kandahar, wo im 16. Jahrhundert 1 Charwār = 40 örtliche Mann = 10 indische Mann.
In Iran war im frühen 19. Jahrhundert der Charwār aus 100 Mann-e Dīwān in allgemeinem Gebrauch.
In Täbris gab es zwei Charwār-Gewichte, den großen Charwār zu 464,2 kg und den kleinen Charwār zu 436,3 kg. Im Khanat Talysch, wo nach diesem Maß Reis gehandelt wurde, galt 1 Chalwar = 100 Batman = 1000 russische Pfund = 25 Pud = 409,512 kg.
Louis Rothschild nennt in seinem Taschenbuch für Kaufleute von 1861 folgende Maßkette für Persien: 1 Charwār = 100 Teheraner Batman oder kleine Mann = 400 Sihrs = 6400 Mithqāl. Das Gewichtsbuch von Christian Noback und Friedrich Eduard Noback von 1858 kennt allerdings noch verschiedene Werte für das Verhältnis zwischen Charwār und den verschiedenen regionalen Mann-Typen: 1 Charwār = 25 Mann-e Rey = 100 Mann-e Tabriz = 50 Mann-e Isfahan (= Mann-e Schah) = 25 Mann-e Rescht.
Im Zusammenhang mit der Unterzeichnung des Zollabkommens von 1903 wurde das Gewicht des Charwār in Iran auf 294,8 kg festgelegt. Im Zuge der Anpassung an das metrische System wurde am 31. Mai 1926 per Gesetz Charwār zur Bezeichnung für ein Gewicht von 300 Kilogramm gemacht.

## Als Flächenmaß
Nach Ernst Behm wurde das Charwār im 19. Jahrhundert auch als Flächenmaß verwendet. Er gab dabei folgende Werte an:
- in Aserbaidschan: 1 Charwār = 100 Batman = 1,56123 Hektar
- im Irak: 1 Charwār = 100 Batman = 1,42253 Hektar.[10]

## Belege
1. ↑  Hinz: Islamische Masse und Gewichte. 1970, S. 14.
2. ↑  Hinz: Islamische Masse und Gewichte. 1970, S. 15.
3. ↑  Floor: Weights and Measures in Qajar Iran. 2008, S. 88.
4. ↑  Johann Friedrich Krüger:  Vollständiges Handbuch der Münzen, Maße und Gewichte aller Länder der Erde. Gottfried Basse, Quedlinburg/Leipzig 1830, S. 132f. Digitalisat
5. ↑  Christian Noback, Friedrich Noback: Vollständiges Taschenbuch der Münz-, Maß- und Gewichtsverhältnisse, der Staatspapiere, des Wechsel- und Bankwesens und der Usancen aller Länder und Handelsplätze. Band 2, F. A. Brockhaus, Leipzig 1851, S. 1231. Digitalisat
6. ↑  Louis Rothschild: Taschenbuch für Kaufleute, insbesondere für Zöglinge des Handels: Enthaltend das Ganze der Handelswissenschaft in gedrängter Darstellung. Verlag Otto Spamer, Leipzig 1865, S. 215. Digitalisat
7. ↑  Christian Noback, Friedrich Eduard Noback: Münz-, Maass- und Gewichtsbuch. Das Geld-, Maass- und Wechselwesen, die Kurse, Staatspapiere, Banken, Handelsanstalten und Usanzen aller Staaten und wichtigern Orte. F. A. Brockhaus, Leipzig 1858, S. XLI, 578. Digitalisat
8. ↑  Floor: Weights and Measures in Qajar Iran. 2008, S. 62.
9. ↑  Floor: Weights and Measures in Qajar Iran. 2008, S. 62f.
10. ↑  Ernst Behm: Geographisches Jahrbuch. Band 2, Justus Perthes, Gotha 1868, S. XIX. Digitalisat